# 1-ша авіапольова дивізія (Третій Рейх)
1-ша авіапольова дивізія (Третій Рейх) (нім. Luftwaffen Feld Division 1) — піхотна дивізія Вермахту зі складу військово-повітряних сил, що діяла як звичайна піхота за часів Другої світової війни.

## Історія
1-ша авіапольова дивізія була сформована 30 вересня 1942 року на основі 10-го авіаційного полку Люфтваффе (нім. Flieger-Regiment 10) в Кенігсберзі в 1-му командуванні Люфтваффе (нім. Luftgau-Kommando I) й була приписана до групи армій «Північ».

## Райони бойових дій
- Німеччина (вересень — листопад 1942);
- СРСР (північний напрямок) (листопад 1942 — лютий 1944).

## Командування

### Командири
- оберст, з 20 квітня 1943 генерал-майор Густав Вільке (нім. Gustav Wilke) (30 вересня 1942 — 15 червня 1943);
- генерал-майор Антон-Карл Лонгін (нім. Anton-Carl Longin) (15 червня — 23 липня 1943, ТВО);
- генерал-майор Густав Вільке (23 липня — 1 жовтня 1943);
- генерал-майор Рудольф Петраушке (нім. Rudolf Petrauschke) (1 жовтня 1943 — 10 лютого 1944).